# Juan Francisco Muñoz y Pabón
Juan Francisco Muñoz y Pabón (Hinojos, provincia de Huelva, Andalucía, 15 de junio de 1866 - Sevilla, 30 de diciembre de 1920) fue un escritor y religioso español, destacado por una obra regionalista basada en Andalucía. Fue canónigo de la catedral de Sevilla, y máximo defensor de la celebración de los funerales del torero Joselito el Gallo en la catedral.

## Biografía
Juan Francisco Muñoz y Pabón nació el 15 de junio de 1866 en el municipio de Hinojos, en la provincia de Huelva, Andalucía, España, hijo de Antonio Muñoz García y María Josefa Pabón Illanes.
Realizó estudios religiosos de Humanidades, Filosofía, Teología y Derecho Canónico en el Seminario Conciliar de San Isidoro y San Francisco Javier de Sevilla, siendo ordenado sacerdote en 1890. El Cardenal Spínola lo nombra párroco de la Iglesia de Santiago en 1894. En 1903 gana por oposición la canonjía electoral que lleva aparejada la Cátedra de Sagrada Escritura en el seminario pontificio y ejerce como rector de la Iglesia del Sagrario, anexa a la catedral sevillana. Compaginó su carrera religiosa con la escritura, siendo alentado a escribir por el citado Marcelo Spínola, fundador de El correo de Andalucía, y a raíz de entablar amistad con otras personalidades literarias como el poeta Francisco Rodríguez Marín o el cronista Luis Montoto.
En 1902 inicia correspondencia epistolar con el escritor egabrense Juan Valera y en 1903 con el santanderino Marcelino Menéndez Pelayo. 
Su primera novela es Justa y Rufina, de 1900, pero es su novela La millona, publicada en Sevilla en 1902, la que le consagra como escritor, ingresando el 23 de febrero de 1908 en la Academia Sevillana de Buenas Letras. Su discurso de ingreso versó sobre el género novelístico, y fue contestado por Francisco de Torres y Galeote. Su obra novelística pone de manifiesto la marcada jerarquización de la sociedad andaluza de inicios del siglo XX. Está ambientada en lugares ficticios situados entre las provincias de Sevilla y Huelva, aunque su inspiración es su localidad natal, Hinojos, y es el primer novelista andaluz que denunció las condiciones de vida y trabajo de los jornaleros andaluces. Recibe una influencia directa del realismo de José María de Pereda, pero su tendencia moralizadora lo acerca a los escritos de Fernán Caballero y del Padre Coloma. 
En torno a 1918 debió dar comienzo su amistad con el entonces jefe del gobierno, Antonio Maura, a quien dedica su novela Mansedumbre, que no llega a ver publicada. 
Es destacable también su labor periodística, colaborando con los periódicos El Universo, El Carbayón, El correo español y El debate, así como sus dotes oratorias.  
Siendo canónigo de la catedral de Sevilla, dónde en mayo de 1920 defendió con ahínco la celebración del funeral del torero Joselito el Gallo en la catedral, hecho al que la alta sociedad y aristocracia andaluza se oponía por ser torero y además pertenecer a la etnia gitana. Los sevillanos regalaron al canónigo una pluma de ave realizada en oro, que donó posteriormente a la Hermandad de la Esperanza Macarena, y cuya titular, María Santísima de la Esperanza Macarena luce ocasionalmente prendida de su saya en el transcurso de su estación de penitencia.
También promovió la Coronación Canónica de la Virgen del Rocío y la llegada a su pueblo natal de una imagen de Cristo atado a la columna tallada por Benito de Hita y Castillo que había sido titular de la sevillana Hermandad de las Cigarreras.
Muñoz y Pabón falleció el 30 de diciembre de 1920 en Sevilla en el Hospital Nacional de España.
Sevilla le dedicó una calle muy cerca de la que fue su casa en la calle Abades.

## Obra
- Versos, Sevilla, 1889.
- Jesucristo y la belleza. Discurso inaugural del curso académico de 1897 a 98 en el Seminario Central de Sevilla, Sevilla, Imprenta Izquierdo y Cía., 1897
- Menudencias épicas, Sevilla, El Obrero de Nazaret, 1897
- Justa y Rufina (novela), Sevilla, Rodríguez y Torres, 1900
- El buen paño, Sevilla, Miguel de Torres, 1900
- La millona (novela), Sevilla, Izquierdo y Cía., 1902
- Paco Góngora (novela), Sevilla, Izquierdo y Cía., 1903
- Media Pava. Monólogo, Sevilla, Izquierdo y Cía., 1903
- Amor postal. Novela comprimida, Sevilla, Izquierdo y Cía., 1903
- Javier de Miranda, Sevilla, Librería de San José, 1904
- Juegos florales. Novela, Sevilla, Izquierdo y Cía., 1906
- La novela. Discursos leídos ante la Real Academia Sevillana de Buenas Letras en la recepción solemne del M. I. Sr. Dr. D. [...], Sevilla, 1908
- Colorín colorado. Cuentos, Sevilla, Imprenta de Izquierdo, 1908
- Exposición de muñecas. Novelilla de trapa, Sevilla, Izquierdo y Cía., 1910
- De guante blanco. Cuentos, Sevilla, Sobrinos de Izquierdo, 1916 (Madrid, Lecturas para Todos, 1932)
- En el cielo de la tierra, Sevilla, Sobrinos de Izquierdo, 1918; Temple de acero. Novela de costumbres en tres libros, Sevilla, Sobrinos de Izquierdo, 1918
- Historia contemporánea. Serie primera, Barcelona, Juventud, 1919
- El Santo Cristo de Limpias, Sevilla, Sobrinos de Izquierdo, 1919
- La blanca paloma, Sevilla, Sobrinos de Izquierdo, 1919
- Oro de ley. Novela de costumbres, Sevilla, Sobrino de Izquierdo, 1919
- Lucha de humos (novela), Sevilla, Sobrinos de Izquierdo, 1919
- Lira cristiana, Sevilla, Imprenta y Librería de Sobrinos de Izquierdo, 1919
- Mansedumbre, Sevilla, Sobrino de Izquierdo, 1920
- Cruz y claveles, Sevilla, Sobrino de Izquierdo, 1920
- Güenaventuras, Sevilla, 1924
- Delicias veraniegas, Sevilla, 1924
- El convidado de piedra (novela), Sevilla, La Novela del Día, 1925
- Vividos y contados, Sevilla, 1925
- Como me lo contaron, Barcelona, 1935
- Viaje de incógnito, Barcelona, Juventud, 1947
- Obras, Hinojos (Huelva), Ayuntamiento de Hinojos, 1991
- Siluetas de la Semana Santa de Sevilla, ed. de A. Ribelot, Sevilla, Marsay, 2001.